# Sihame
Sihame (spreek uit: Sihem) is een Nederlands dramaserie van KRO-NCRV uit 2022 met Ahlaam Teghadouini in de titelrol. 
De serie draait om exposen en slutshaming.
De eerste uitzending in Nederland was op zondagavond 28 augustus 2022 op televisiezender NPO 3. De serie kwam in 2023 in België beschikbaar op Streamz.

## Idee en regie
De serie is bedacht door Achmed Akkabi en geregisseerd door Lisette Donkersloot en Shamira Raphaëla.
Akkabi noemt het een ‘female-driven project’. De scenario's zijn geschreven door Achmed Akkabi, Leila Sahir, Randa Peters, Amira Duynhouwer en Perla Vita Beerens. In mei 2022 maakte producent Fiction Valley bekend dat ze begonnen waren met de opnames van de serie.

Regisseurs Donkersloot en Raphaëla hebben zich in het onderwerp verdiept. Ze zeiden:
De Telegramapps waar die jongens in zitten die foto’s en filmpjes van meiden delen, je wordt er echt kots- en kotsmisselijk van.— Shamira Raphaëla
 en 
Er zitten zomaar 70.000 leden in één zo’n groep. Ik wist dat exposing bestond, maar op deze schaal, ik vond het moeilijk te bevatten.— Lisette Donkersloot
Teghadouini toont vooral de breekbare en zachtaardige kant van Sihame, ook al is die een stoere, gevaarlijke kickbokser. Daardoor wordt ook de pijn achter de wraakzucht zichtbaar.

## Verhaal
De serie speelt in Den Haag en volgt de achttienjarige Sihame, Haags scholiere en kickbokser. Ze wordt slachtoffer van online-exposing als haar ex-vriendje Anouar ongewenst seksueel getint beeldmateriaal van haar verspreidt. 
 Anouar verdient samen met enkele andere jongemannen geld met het verspreiden van zulke beelden van jonge meiden en vrouwen op hun Telegramaccount Kechs Deluxe.
Ze handelen ook in lachgas.
Ze werken in "Atlantis", een loods op een industrieterrein.
De kijker ontmoet Sihame nadat ze net een jaar heeft doorgebracht in jeugddetentie; hier kwam ze terecht na een vechtpartij toen ze hoorde dat de daders vrijuit gingen. Als Sihame terugkeert is het voor haar moeilijk om haar leven op te pakken wetende dat de daders vrij rondlopen en elke dag nog steeds nieuwe slachtoffers maken. Als Sihame op straat door een van hen geïntimideerd wordt besluit ze het heft in eigen hand te nemen en wraak te gaan nemen op de daders. Sihame neemt met grof geweld wraak.
Beelden uit de verschillende periodes (voor/tijdens/na de detentie van Sihame) wisselen elkaar af.

## Rolverdeling
De cast bestaat voornamelijk uit jonge acteurs, jong talent met al ervaring.
Hier een (onvolledig) overzicht:
| Acteur                    | Rol                      | Omschrijving                                             |
| Sihame en haar omgeving   | Sihame en haar omgeving  | Sihame en haar omgeving                                  |
| ------------------------- | ------------------------ | -------------------------------------------------------- |
| Ahlaam Teghadouini        | Sihame Choukour          | hoofdpersoon uit de serie.                               |
| Kaltoum Boufangacha       | Hafida                   | Sihame's moeder, werkt in een ziekenhuis                 |
| Imène Aggoun              | Ouafa (Waf)              | de zus van Sihame                                        |
| Selin Akkulak             | Hatice                   | vriendin van Sihame, heeft met Mesut kapsalon "Glam"     |
| Harun Balci               | Mesut (Mes)              | neef van Hatice                                          |
| Teunie de Brouwer         | Emma (Ems)               | vriendin van Sihame uit de bajes                         |
| Yousri Belgaroui          |                          | leraar kickboksen                                        |
| Lindsay Zwaan             |                          | gezinsvoogd van Jeugdzorg                                |
| Urmie Plein               | Bea                      | chef van Sihame in een woonzorgcentrum                   |
| Cherise Schelts           |                          | medegevangene van Sihame                                 |
| Cripta Scheepers          | Aryssa                   | collega van Sihame in woonzorgcentrum                    |
| Anouar en zijn omgeving   |                          |                                                          |
| Hamza Othman              | Anouar                   | leidt een groep die geld verdient met lachgas en exposen |
| Bram Klappe               | Scorsese (Scorra)        | handlanger van Anouar                                    |
| Ismael Laglag             | Beltegoed                | handlanger van Anouar                                    |
| Stephen Rutayisire        | Chupa                    | handlanger van Anouar                                    |
| Rami Kooti Arab           | Flesje                   | handlanger van Anouar                                    |
| Ahmed Bouyaghroumni       | Ismael Benmoussa (Bolle) | handlanger van Anouar                                    |
| Olaf Ait Tami             | Samir                    | broer van Anouar                                         |
| Tim de Zwart              |                          | vader van Scorsese                                       |
| Ilias Chouitar            | Karim Suass              | zet homofobe en seksvideo's online                       |
| Slachtoffers van exposing |                          |                                                          |
| Eva Gebbinck              | Charlene Koster          | slachtoffer van exposing                                 |
| Janni Goslinga            | Alinde van de Brink      | moeder van Sammy, helpt Sihame                           |
| Stella Strootman          | Sammy van de Brink       | hing zich op                                             |
| Anderen                   |                          |                                                          |
| Richelle Plantinga        | Jamila                   |                                                          |
| Yassine Chigri            | Yassine                  |                                                          |
| Gustav Borreman           |                          | rechercheur                                              |
| Camilla Meurer            |                          | politieagent                                             |
| Kok-Hwa Lie               |                          | politieagent                                             |
| Dylan Jongejans           | Ashley                   |                                                          |

## Afleveringen
| Nr. | Titel | Scenario                                     | Regie               | Uitzenddatum      |  |
| --- | ----- | -------------------------------------------- | ------------------- | ----------------- |  |
| 1 |       | Achmed Akkabi, Leila Sahir, Amira Duynhouwer | Shamira Raphaëla    | 28 augustus 2022  |  |
| Sihame komt vrij uit de gevangenis en accepteert via de reclassering een baan als afwasser in een woonzorgcentrum. De groep rond Anouar is bezig met lachgas in hun loods, genaamd "Atlantis" en expose-filmpjes op "Kechs Deluxe". De terugkeer van Sihame is al snel bekend en ze wordt door Beltegoed in het nauw gedreven en aangerand. Ze ontkomt na hem in zijn oor te hebben gebeten. Eenmaal thuis wordt een ruit vernield en "Vieze kech" op de muur gespoten. Sihame wacht Beltegoed op en slaat hem van zijn brommer. Hij bedreigt haar en ze snijdt hem de keel door. In flashbacks is te zien dat Anouar contact legt met Sihame. |       |                                              |                     |                   |  |
| 2 |       | Leila Sahir, Achmed Akkabi                   | Shamira Raphaëla    | 4 september 2022  |  |
| De groep rond Anouar praat over de dood van Beltegoed, ook de politie komt langs. Anouar stuurt twee man op onderzoek uit. Sihame hoort van Hatice dat haar ex-vriend Anouar geld verdient met expose-filmpjes. Mesut heeft ruzie met een chauffeur. Anouar leent van zijn broer Samir diens auto, die ze volhangen met camera's. Samir zegt kwaad dat hij de huur van hun loods gaat opzeggen. Later verleidt Anouar in de auto een meisje, terwijl Scorra op een scherm toekijkt. Waf maakt een foto van Flesje die haar achtervolgde en stuurt die naar Sihame. Flesje belt de telefoon van Beltegoed, die afgaat in de broekzak van Sihame, op haar werk. Sihame maakt daar gebruik van door hem ergens heen te lokken, nadat ze een stoel en een spijkerpistool heeft klaargezet. Mesut wordt opgezocht en in elkaar geslagen door de chauffeur. Sihame slaat Flesje met een baksteen van zijn brommer. |       |                                              |                     |                   |  |
| 3 |       | Leila Sahir, Achmed Akkabi                   | Shamira Raphaëla    | 11 september 2022 |  |
| Flesje zit met tape vast in een stoel. Sihame martelt hem met het spijkerpistool en ondervraagt hem over Kechs Deluxe terwijl haar telefoon alles filmt. Mesut ligt buiten kennis in ziekenhuis. In flashback praten Hatice en Sihame over Sihame's verliefdheid op Anouar, en spreken Anouar en Sihame een date af. De groep van Anouar richt de kelderberging van Flesje in voor het maken van filmpjes. In flashback geeft Anouar rijles aan Sihame, en maakt filmpjes, ze samen in de auto bezig zijn. Flesje roept om hulp als een auto te horen is. Sihame trekt een plastic zak om zijn hoofd en houdt die dicht tot hij niet meer beweegt. |       |                                              |                     |                   |  |
| 4 |       | Leila Sahir                                  | Shamira Raphaëla    | 18 september 2022 |  |
| Nadat Sihame de video bekeken heeft, gaat ze met Hatice naar het politiebureau om bewakingscamerabeelden van de mishandeling van Mesut af te geven. Bij een gesprek met Bea ziet Sihame allemaal bloed dat er niet is. In flashback heeft ze een avond met Anouar, en ze kussen. Ze zoekt Ems op in Broedcentrum Zuid. Anouar en Scorra bepraten wie de moordenaar is; Anouar kondigt een feest ter nagedachtenis van Beltegoed aan. Sihame vraagt Ems of ze anoniem de video van Flesje online kan zetten, en zorgen dat het zeker door de Insta van Atlantis Gas wordt gezien. In flashback komt Sihame er achter dat Anouar er een aantal andere vriendinnetjes op na houdt; ze ruziën. Later op school wordt Sihame uitgejouwd en krijgt een video van zichzelf met Anouar te zien. Ze ontploft en slaat op het schoolplein Jamila in elkaar, die het aan iemand had doorgestuurd. Ze gaat naar huis en meteen weer weg, omdat haar moeder en zus het ook hebben gezien. Ze gaat naar de kapperszaak van Hatice en stort wanhopig in. Enige tijd later, in de bajes, helpt Ems haar van een agressieve medegevangene af. Tijdens het feest van Anouar toont Chupa een pistool dat hij heeft geregeld. Ondertussen laat Sihame door Ems de video online zetten. Anouar, Scurra en Bolle schrikken zich wezenloos.                                                                          |       |                                              |                     |                   |  |
| 5 |       | Leila Sahir                                  | Lisette Donkersloot | 25 september 2022 |  |
| Sihame ziet bijval maar ook afschuw als reacties op de video en verwijdert die. Ems zegt dat ze veel volgers heeft, en de groep van Anouar niet heeft gereageerd. Ze nodigt Sihame uit voor een feestje. Anouar's groep hangt camera's op en haalt Kechs Deluxe offline. Ze gaan door met zoeken en zetten meisjes onder druk. Sihame krijgt op haar werk promotie en gaat helpen met eten rondbrengen. Hafida gaat Sihame zoeken omdat ze al dagen niet this is geweest, en laat bij Samir haar telefoonnummer achter. Samir geeft dat door aan Anouar en zegt dat hij moet oprotten uit de loods. Sihame vertelt aan Hatice waar ze verblijft. Onder bedreiging vertelt Hatice dat later aan Anouar, Scorra, en Bolle. Sihame koopt bij de dealer van haar vader pillen en bereidt een injectiespuit voor. Als Chupa in een kelder zijn scooter wegzet, steekt ze hem de spuit in de hals. Hij valt neer en ze pakt zijn pistool. Ze injecteert hem nog een keer en na schuimbekken en stuiptrekkingen blijft hij doodstil liggen. |       |                                              |                     |                   |  |
| 6 |       | Perla Vita Beerens, Leila Sahir              | Lisette Donkersloot | 2 oktober 2022    |  |
| Sihame verstopt het pistool bij Ems. Op het feest ziet ze Scorra en neemt de benen. Ze ontsnapt nadat ze Scorra buiten gevecht gesteld heeft. Hatice geeft over bij het herbeleven van de intimidatie door Anouar. Bolle vertelt Anouar en Scorra dat Chupa dood is na een overdosis. Samir zegt nog een keer dat ze moeten oprotten en ze brengen spullen naar Scorra thuis. Na ruzie gaan ze uit elkaar. Sihame is ondergedoken in een kamer boven de boksring waar ze les kreeg. Ze krijgt bericht van de moeder van een overleden meisje, Alinde van de Brink, die hulp aanbiedt. Sihame spreekt Hatice, die bekent haar verblijfplaats te hebben verraden. Sihame wil de bende gaan bang maken, ze halen met de auto van Hatice het pistool op, en wachten Bolle op. Scorra geeft Karim een tip dat Sihame de exposemoordenaar is. Na een achtervolging rijdt Sihame Bolle omver en zet hem het pistool op zijn voorhoofd. |       |                                              |                     |                   |  |
| 7 |       | Perla Vita Beerens, Leila Sahir              | Lisette Donkersloot | 9 oktober 2022    |  |
| Bolle, vast in een stoel, geeft onder bedreiging het adres van Scorra. Sihame gaat er heen, met pistool, en laat Hatice bij Bolle. Karim maakt op zijn kanaal bekend dat Sihame Choukour de exposemoordenaar is en dat ze iedereen achter zich aan krijgt. Hatice en Hafida zien dat. Sihame vraagt Scorra waar Anouar is. De vader van Scorra duikt op en Sihame vlucht weg. Bolle praat op Hatice in, die hem half losmaakt. Sihame komt terug en ziet het bericht van Karim. Bolle probeert te vluchten en Sihame schiet hem neer. Ze stuurt Hatice weg. Hafida, Waf, Mes, Anouar (met advocaat) en Scorra bezoeken allemaal het politiebureau. Na een tijdlang huilen in de boksring verlaat Sihame het pand, bijna ongezien. Charlene, kortgeleden "exposed", treft in een biljartzaal een aantal meiden en ze fietsen, met enkele hockeysticks, naar een huis en bellen aan. Karim doet open. Een tijdje later filmen ze Karim, bebloed, die zijn exposen bekent en spijt betuigt. Sihame is ten einde raad en neemt contact op met Alinde van de Brink. Ze verstopt zich in een container en richt haar pistool op de deur die opengemaakt wordt. |       |                                              |                     |                   |  |
| 8 |       | Leila Sahir                                  | Lisette Donkersloot | 16 oktober 2022   |  |
| Sihame wordt wakker in het huis van Alinde. Die zegt dat ze haar die avond om 18u het land uit kan krijgen, naar Slowakije, maar dat ze wel iets voor Alinde moet doen. Ze vertelt dat de exposer van haar dochter naar Slowakije is verhuisd. Sihame laat Ems bloemen sturen naar Hafida en Hatice met op het kaartje adres en tijd om afscheid te nemen, om 15u. Ze krijgt bericht van Anouar op de telefoon van Bolle: "16u Atlantis". Alleen Mesut daagt op, Hafida merkte dat ze door politie gevolgd werd. Sihame praat met Mesut en gaat daarna naar Atlantis op een scooter die Ems geregeld heeft. Hatice wordt ondervraagd door de politie en laat niets los. Anouar kijkt naar bewakingsbeelden en ziet Sihame aankomen. Ze gaat naar binnen en Scorra slaat haar neer. Daarbij gaat haar pistool af en Anouar krijgt een kogel door zijn hand. Als Scorra even niet oplet slaat ze hem neer met een lachgastank. Ze steekt Anouar een mes in zijn lijf. Ze giet een tank benzine leeg, ook over Anouar, en steekt de boel in brand. Hafida, Mesut, Ems, en Hatice zien nieuwsbeelden van de grote brand die volgt. Ems zet ter nagedachtenis gegevens van overleden expose-slachtoffers online, nu onder de gebruikersnaam Sihame_c. De afscheidsvideo van Sammy van de Brink wordt afgespeeld. Opengaande vrachtwagendeuren tonen een berglandschap, en Sihame gaat naar buiten. |       |                                              |                     |                   |  |

## Ontvangst en kritiek
NRC oordeelt dat Sihame de beste Nederlandse serie van het jaar (2022) is. De serie wordt omschreven als verontrustend, snel, dynamisch, sfeervol, en met veel bloed. Volgens andere oordelen is de serie rauw, realistisch, keihard en verrassend goed, en toont wat er ook in werkelijkheid gebeurt. De Volkskrant noemt de regie uitstekend. Op mediacourant.nl werd de serie, niet gebaseerd op de inhoud, maar uitsluitend op grond van de lineaire televisiekijkcijfers (rond de 100.000) een "flop", "huilen met de pet op", en "belabberd" genoemd. De online-kijkcijfers lagen echter vele malen hoger, want het publiek van de serie kijkt veel meer online dan lineaire televisie: de serie werd op NPO Plus in de eerste week meer dan een miljoen maal bekeken. HLN noemt de serie beklemmend, recht op het doel af en bloederig en spreekt van "realistische weergave", "getergde wraakengel, kwetsbaar en uitmuntend gespeeld". Funx noemt Sihame een "rauwe serie", en schrijft dat een acteur dit bericht kreeg: 
Ik moest gelijk denken aan zo'n Telegramgroep waar ik in zat. Echt faya eigenlijk, ik heb gelijk die app verwijderd."— kijker aan een van de acteurs
 Regisseur Shamira Raphaëla vond dat "het mooiste compliment". Teghadouini greep naast een Gouden Kalf voor de "Beste hoofdrol in een dramaserie". Ze zegt:
Ik kreeg op Instagram veel reacties van vrouwen die zijn geëxposed, die schreven hoe lekker het was om in Sihame te zien hoe die gastjes worden aangepakt.— Ahlaam Teghadouini